# Eucriotettix ridleyi
Eucriotettix ridleyi är en insektsart som beskrevs av Günther, K. 1938. Eucriotettix ridleyi ingår i släktet Eucriotettix och familjen torngräshoppor. Inga underarter finns listade i Catalogue of Life.